# Капельная модель ядра
Капельная модель ядра — одна из самых ранних моделей строения атомного ядра, предложенная Нильсом Бором в 1936 году в рамках теории составного ядра, развитая Яковом Френкелем и, в дальнейшем, Джоном Уилером, на основании которой Карлом фон Вайцзеккером была впервые получена полуэмпирическая формула для энергии связи ядра атома, названная в его честь формулой Вайцзеккера.
Согласно этой теории, атомное ядро можно представить в виде сферической равномерно заряженной капли из особой ядерной материи, которая обладает некоторыми свойствами, например несжимаемостью, насыщением ядерных сил, «испарением» нуклонов (нейтронов и протонов), напоминает жидкость. В связи с чем на такое ядро-каплю можно распространить некоторые другие свойства капли жидкости, например поверхностное натяжение, дробление капли на более мелкие (деление ядер), слияние мелких капель в одну большую (синтез ядер). Учитывая эти общие для жидкости и ядерной материи свойства, а также специфические свойства последней, вытекающие из принципа Паули и наличия электрического заряда, можно получить полуэмпирическую формулу Вайцзеккера, позволяющую вычислить энергию связи ядра, а значит и его массу, если известен его нуклонный состав (общее число нуклонов {\displaystyle A} (массовое число) и количество протонов {\displaystyle Z} (зарядовое число) в ядре):
{\displaystyle E_{c}=\alpha A-\beta A^{2/3}-\gamma {\frac {Z^{2}}{A^{1/3}}}-\varepsilon {\frac {(A-2Z)^{2}}{A}}+\delta }
Член {\displaystyle \delta } содержит в себе поправку на влияние чётности.
Коэффициенты {\displaystyle \alpha }, {\displaystyle \beta }, {\displaystyle \gamma }, {\displaystyle \varepsilon } и {\displaystyle \chi } получают при статистической обработке экспериментальных данных.
Эта формула даёт довольно точные значения энергий связи и масс для очень многих ядер, что делает её достаточно универсальной и очень ценной для анализа различных свойств ядра. В целом капельная модель ядра и полуэмпирическая формула для энергии связи сыграли решающую роль в построении Бором, Френкелем и Уилером теории деления ядра.

## Вывод формулы Вайцзеккера

Зависимость числа нейтронов N от числа протонов Z для стабильных ядер (N=A−Z).

Однотипным нуклонам приходится занимать состояния с большей энергией

Из предположения, что все нуклоны ядра равноценны и каждый взаимодействует только с близлежащими, как молекулы в капле жидкости, следует, что энергия связи должна быть пропорциональна полному числу нуклонов {\displaystyle A} и, таким образом, в первом приближении:
{\displaystyle E_{c}=\alpha A}, где {\displaystyle \alpha } — коэффициент пропорциональности.
Однако такая чрезвычайно упрощённая картина требует нескольких существенных поправок.

### Поправка на эффект поверхностного натяжения
У нуклонов, находящихся на поверхности ядра, непосредственных соседей меньше, чем у нуклонов, расположенных внутри него, следовательно, первые будут связаны со своими соседями слабее (испарение частиц капли жидкости протекает с её поверхности). Следовательно, такие «поверхностные» нуклоны внесут меньший вклад в полную энергию связи. Общее число «поверхностных» нуклонов пропорционально площади поверхности ядра, то есть его радиусу в квадрате {\displaystyle (R^{2})}, а так как {\displaystyle R\sim A^{1/3}}, то {\displaystyle R^{2}\sim A^{2/3}}, следовательно, формула примет вид:
{\displaystyle E_{c}=\alpha A-\beta A^{2/3}}

### Поправка на кулоновское отталкивание
В отличие от обычной, «ядерная жидкость» содержит заряженные частицы. Из закона Кулона и предположения, что каждый из протонов при взаимодействии с остальными {\displaystyle (Z-1)} протонами находится от них на расстоянии радиуса ядра {\displaystyle R}, каждый протон даст вклад, пропорциональный {\displaystyle (Z-1)/R}, а значит при учёте всех {\displaystyle Z} полная энергия связи уменьшится на величину, пропорциональную:
{\displaystyle Z(Z-1)/R\approx Z^{2}/R\sim Z^{2}/A^{1/3}}, следовательно, формула примет вид:
{\displaystyle E_{c}=\alpha A-\beta A^{2/3}-\gamma {\frac {Z^{2}}{A^{1/3}}}}

### Поправка на протон-нейтронную асимметрию
Хотя капельная модель ядра достаточно хорошо описывает общий характер зависимости энергии связи от массового числа ядра, существуют особенности в поведении ядер, для описания которых этой модели недостаточно. Первая такая особенность — наибольшая устойчивость лёгких ядер — имеет место при Z ~ A - Z. Образование пары нейтрон-протон энергетически более выгодно, чем образование пар протон-протон, нейтрон-нейтрон, поэтому отклонение в любую сторону от вышеуказанного условия приводит к уменьшению энергии связи, а при больших {\displaystyle Z} именно это происходит (см. поясняющий рисунок), что объясняется возрастанием кулоновского отталкивания. Этот эффект объясняется принципом исключения Паули, одинаковые фермионы не могут находиться в одинаковых состояниях. Так когда однотипных нуклонов больше, то некоторым из них приходится занимать состояние с большей энергией. 
{\displaystyle \Delta E_{c}=\varepsilon {\frac {(N-Z)^{2}}{A}}=-\varepsilon {\frac {(A-2Z)^{2}}{A}}}
Иногда в литературе применяется следующая запись {\displaystyle -\varepsilon _{1}{\frac {(A/2-Z)^{2}}{A}}}, но тогда {\displaystyle \varepsilon _{1}=4\varepsilon }
С учётом члена, характеризующего протон-нейтронную асимметрию, формула примет вид:
{\displaystyle E_{c}=\alpha A-\beta A^{2/3}-\gamma {\frac {Z^{2}}{A^{1/3}}}-\varepsilon {\frac {(A-2Z)^{2}}{A}}}

### Поправка на влияние чётности

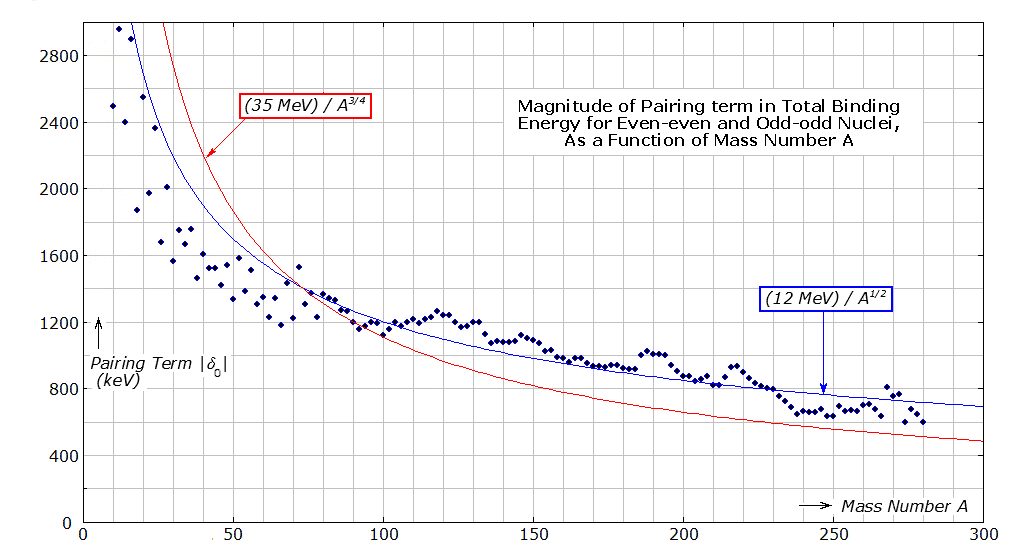
Величина поправки чётности в полной энергии связи для четных-четных и нечетных-нечетных ядер, как функция массового числа.

Вторая особенность — влияние чётности {\displaystyle Z} и {\displaystyle A-Z} на устойчивость ядер, а следовательно, на энергию связи. Можно разбить все ядра на три группы:
- (1) чётно-чётные ядра ( {\displaystyle A} — чётное )
- (2) нечётно-чётные и чётно-нечётные ( {\displaystyle A} — нечётное )
- (3) нечётно-нечётные ( {\displaystyle A} — чётное )

Увеличение или уменьшение числа протонов или нейтронов на единицу скачком переводит ядро из одной группы в другую, соответственно скачком должна при этом изменяться энергия связи. Этот экспериментальный факт учитывается введением в формулу члена {\displaystyle \delta } следующим образом:
{\displaystyle \delta ={\begin{cases}+\left|\delta \right|&(1)\\0&(2)\\-\left|\delta \right|&(3)\end{cases}}}
Было экспериментально установлено что значение {\displaystyle \delta } зависит от массового числа: {\displaystyle \left|\delta \right|=\chi A^{k}}. Значение {\displaystyle k} обычно берут либо {\displaystyle -1/2}, либо {\displaystyle -3/4}.
Таким образом, в целом эмпирическую формулу для энергии связи записывают:
| {\displaystyle E_{c}=\alpha A-\beta A^{2/3}-\gamma {\frac {Z^{2}}{A^{1/3}}}-\varepsilon {\frac {(A-2Z)^{2}}{A}}+\delta } |

## Значения коэффициентов формулы Вайцзеккера
Коэффициенты получают при статистической обработке экспериментальных данных, причём необходимо отметить, что их значения постоянно уточняются. Коэффициенты имеют следующие значения в МэВ:
- {\displaystyle \alpha =15,56}
- {\displaystyle \beta =17,23}
- {\displaystyle \gamma =0,71}
- {\displaystyle \varepsilon =23.7}
- {\displaystyle \chi =12} для {\displaystyle k=-1/2} и {\displaystyle \chi =34} для {\displaystyle k=-3/4}

## Энергия деформации и деление ядра
Если на ядро действует какое-либо малое возмущение, возбуждая внутренние вибрационные степени свободы, то площадь поверхности ядра, представляемого жидкой каплей, увеличивается. Соответственно изменяется и его энергия связи. Стоит отметить, что объём несжимаемой капли не изменяется, поэтому первый член в формуле Вайцзеккера не вносит дополнительного вклада в энергию ядра. Дальнейшая эволюция ядра будет зависеть от конкуренции короткодействующих ядерных сил притяжения и дальнодействующих сил кулоновского отталкивания: если преобладают ядерные силы, то ядро опять «схлопнется» в сферическую каплю; если преобладают кулоновские силы — произойдёт деление ядра.
Для количественного рассмотрения процесса воспользуемся формулой Вайцзеккера. Достаточно рассмотреть второй и третий члены, ответственные за поверхностное натяжения и кулоновское отталкивание, так как именно они вносят существенный вклад в изменение энергии деформированного ядра.
Поверхностная энергия ядра задаётся формулой:
{\displaystyle E_{surf}=\tau S=\tau \int {\frac {R^{3}\,d\Omega }{({\vec {n}}{\vec {R}})}},}
где {\displaystyle \tau } — коэффициент поверхностного натяжения, а площадь {\displaystyle S} в общем случае определяется поверхностным интегралом. Если оставить только члены квадрупольного разложения формы поверхности по сферическим функциям, что хорошо приемлемо для малых деформаций, то для площади поверхности (которая будет эллипсоидом) получается простая формула:
{\displaystyle S=S_{0}\left(1+{\frac {2}{5}}\alpha _{2}^{2}\right).}
Здесь {\displaystyle \alpha _{2}^{2}} — значение квадрупольной деформации (коэффициент разложения); {\displaystyle S_{0}=4\pi R_{0}^{2}=4\pi r_{0}^{2}A^{2/3}} — площадь сферического ядра радиуса {\displaystyle R_{0}=r_{0}A^{1/3}} (для этой эмпирической формулы радиуса ядра обычно принимают {\displaystyle r_{0}\approx 1,2} фм). Тогда энергия поверхностного натяжения деформированного ядра записывается как
{\displaystyle E_{surf}=\tau S_{0}\left(1+{\frac {2}{5}}\alpha _{2}^{2}\right)=\beta A^{2/3}\left(1+{\frac {2}{5}}\alpha _{2}^{2}\right)=E_{surf}^{0}\left(1+{\frac {2}{5}}\alpha _{2}^{2}\right),}
где {\displaystyle \beta =4\pi r_{0}^{2}\tau =17,23} МэВ — второй коэффициент формулы Вайцзеккера, {\displaystyle E_{surf}^{0}} — поверхностная энергия недеформированного ядра.
Кулоновская энергия ядра также выражается через параметр квадрупольной деформации {\displaystyle \alpha _{2}}:
{\displaystyle E_{Coul}=E_{Coul}^{0}\left(1-{\frac {1}{5}}\alpha _{2}^{2}\right)}
с энергией сферического ядра как в формуле Вайцзеккера
{\displaystyle E_{Coul}^{0}={\frac {3}{5}}{\frac {(Ze)^{2}}{R}}=\gamma {\frac {Z^{2}}{A^{1/3}}}.}
Теперь можно определить энергию деформации ядра через разность энергий состояний деформированного и сферического ядра:
{\displaystyle \Delta E=(E_{surf}+E_{Coul})-(E_{surf}^{0}+E_{Coul}^{0})={\frac {1}{5}}\alpha _{2}^{2}\,(2E_{surf}^{0}-E_{Coul}^{0}).}
Анализ последней формулы показывает, что если
- {\displaystyle 2E_{surf}^{0}>E_{Coul}^{0}} — то ядро устойчиво по отношению к малым деформациям,
- {\displaystyle 2E_{surf}^{0}<E_{Coul}^{0}} — то ядро не устойчиво по отношению к малым деформациям.

Видно, что в этом подходе эволюция ядра определяется энергией поверхностного натяжения и кулоновской энергией в основном недеформированном состоянии.
Для качественных оценок часто вводят величину
{\displaystyle x={\frac {E_{Coul}^{0}}{2E_{surf}^{0}}}={\frac {Z^{2}/A}{48,53}}\,,}
называемую параметром делимости. При {\displaystyle x=1} жидкая капля становится неустойчивой и самопроизвольно делится за характерное ядерное время порядка 10−22 с. Существование ядер с {\displaystyle Z^{2}/A>48,53} (т. н. остров стабильности) объясняется существованием оболочек у деформированных ядер.

## Область применения жидко-капельной модели
Формула Вайцзеккера позволяет вычислять энергию связи ядра по известным {\displaystyle A} и {\displaystyle Z} с точностью ~10 МэВ. При {\displaystyle A\approx 100} это даёт относительную погрешность 10−2. Массу любого ядра можно вычислять с точностью 10−4:
{\displaystyle M=Zm_{p}+(A-Z)m_{n}-\left[\alpha A-\beta A^{2/3}-\gamma {\frac {Z^{2}}{A^{1/3}}}-\varepsilon {\frac {(A-2Z)^{2}}{A}}+\delta \right]/c^{2},}
где {\displaystyle m_{p}} — масса протона, {\displaystyle m_{n}} — масса нейтрона, {\displaystyle c} — скорость света.
Так как капельная модель является макроскопической теорией, то она не учитывает микроскопического строения ядра, например, распределения ядерных оболочек. Поэтому формула Вайцзеккера плохо применима для магических ядер. В рамках капельной модели считается, что ядро должно делиться на два фрагмента равной массы, но это наблюдается лишь с вероятностью около 1 % (обычно один из осколков деления тяжёлых ядер стремится обладать магическим числом 50 или 82, то есть массы фрагментов будут различаться примерно в 1,5 раза). Также капельная модель непригодна для количественного описания спектров энергий возбуждённых состояний ядер.